# 526년 안티오키아 지진
526년 안티오키아 지진은 시리아, 특히 동로마 제국의 안티오키아를 강타한 지진이다. 지진 발생 시기는 526년 5월 말, 구체적으로는 5월 20일에서 29일 사이 오전에 발생했으며 지진으로 약 25만명이 사망했다. 이 지진은 유스티누스 1세 치세 7년차에 집정관 올리브리우스 집권 중 발생했다. 지진 직후 안티오키아에서 화재가 발생해 지진 이후 남아있던 건물 대부분이 파괴되었다. 안티오키아의 최대 진도는 수정 메르칼리 진도 계급 기준 VIII에서 IX 사이로 추정된다.

## 지질학적 특성
안티오키아 지역은 아프리카판과 아라비아판의 주 변환 단층인 사해 변환 단층의 북쪽 끝이자 아나톨리아판과 아라비아판이 서로 부딪히는 동아나톨리아 단층의 서남쪽 끄트머리, 아나톨리아판과 아프리카판이 서로 부딪히는 키프로스호 3개 경계가 서로 만나는 삼중합점 바로 인근에 있다. 안티오키아는 아미크 분지의 한 부분인 안타키아분지에 있는데, 이 분지는 플리오세부터 현재까지 퇴적된 충적 퇴적물로 쌓여 있다. 지난 2천년간 안티오키아 지역은 여러 차례 큰 지진의 영향을 받았다.

## 지진
지진의 추정 규모는 표면파 규모 기준 Ms7.0이다. 이후 18개월간 여진이 이어졌다. 지진의 진도는 수정 메르칼리 진도 계급 기준 안티오키아에서 VIII-IX, 안티오키아 교외인 다프네와 셀레우시아 피에리아는 VII로 추정된다.

## 피해

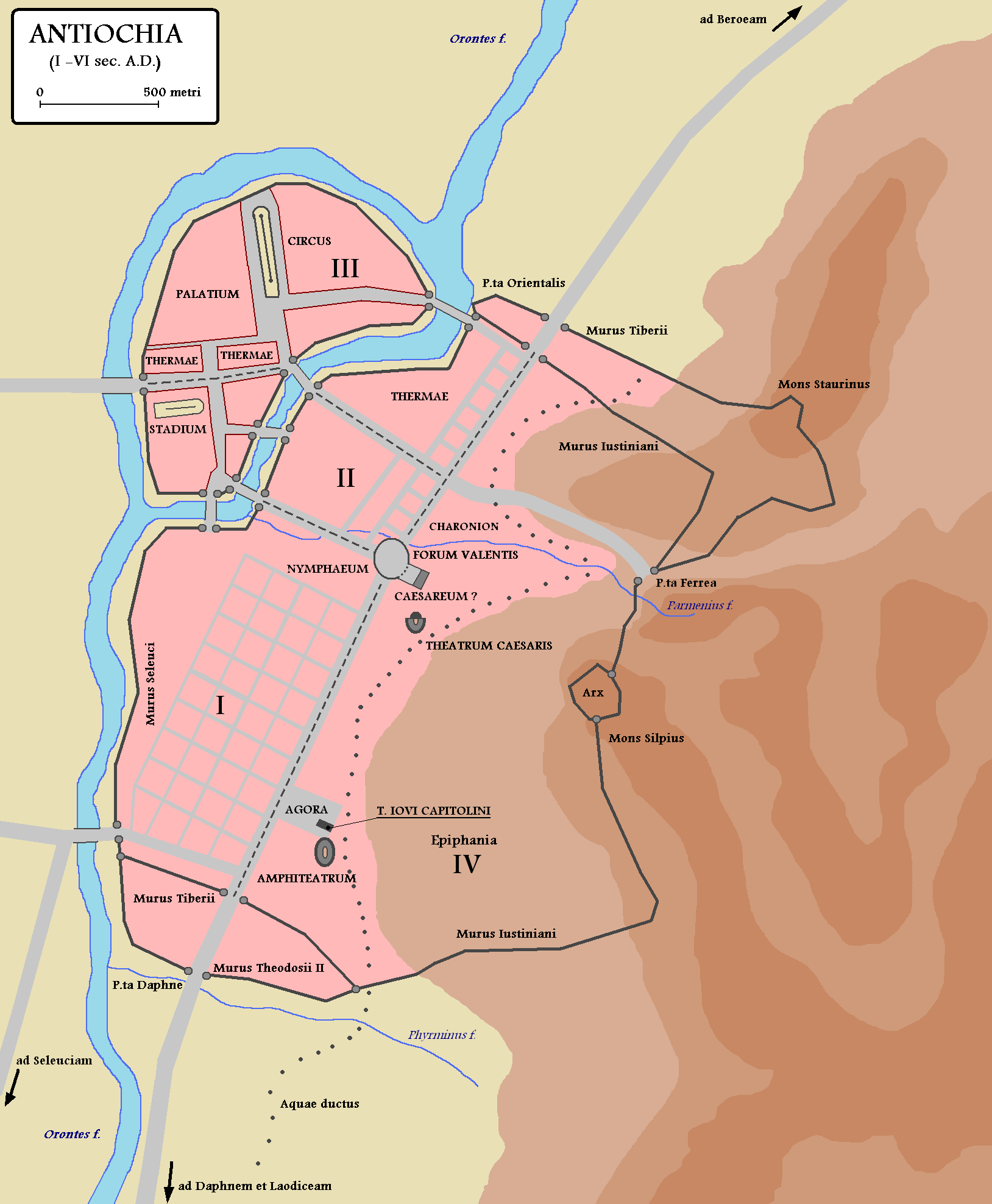
6세기경 안티오키아의 지도.

지진으로 오론테스강 하중도에 건설된 콘스탄티누스 1세의 거대한 팔각교회인 도무스 아우레아를 비롯해 안티오키아의 많은 건물에 심각한 피해가 발생했다. 산 가까이에 지어진 집만 겨우 남았다. 하지만 실질적으로 대부분의 피해는 지진 이후 발생한 며칠간의 화재에서 발생했으며 화재에서 바람이 매우 거세 그 피해가 더 커졌다. 화재는 문자 그대로 불의 비가 쏟아질 정도로 매우 강력해서 안티오키아를 완전히 황폐화시켰다고 묘사되었다.
대교회는 지진 발생 7일만에 화재로 소실되었다. 지진의 희생자 중에는 안티오키아 총대주교 에우프라시우스도 있었는데 그는 와인스킨을 만드는 사람들이 사용하는 가마솥 위에 떨어져 머리만 타지 않은 채로 사망했다.
셀레우시아 피에리아 항구에서는 약 0.6-0.7 m의 융기 현상이 발생했으며, 이후 항구에 침적 현상이 발생해 사용할 수 없을 정도로 망가졌다.
지진으로 발생한 사망자수는 25만명에서 30만명 사이로 추정되며, 대부분의 문헌에서는 25만명이라고 보고 있다. 사망자수가 매우 많았던 이유로 주님 승천 대축일을 기념하기 위해 안티오키아 주변 시골에서 시내로 사람들이 매우 많이 들어와 있었기 때문으로 추정된다.
지진과 함께 지방정부와 필수적인 행정력이 붕괴되면서 무법천지가 되며 상황이 더욱 악화되었다. 생존자 중 많은 이들이 가족과 소지품을 추스려 폐허가 된 도시를 떠났지만 이들 중 상당수는 다른 희생자나 도시 외곽에 사는 주민들에게 소지품을 강탈당하고 살해당하거나 그러한 도적이 되었다.

## 여파
안티오키아 출신 존 말라라스가 저술한 《연대기》가 지진을 서술한 주요 1차 자료이다. 화재가 잦아들자 남아 있는 사람들이 잔해에 갇힌 사람들을 구조하기 시작했다. 지진으로 도시의 많은 건물이 무너져 많은 사람들이 잔해에 갇혔다. 그럼에도 구조한 사람들 중 상당수는 부상이 악화되어 대부분 며칠 지나지 않아 사망했다. 많은 주민들이 최대 30일 가까이 잔해에 파묻혀 있었지만 살아남아 구조되었다는 보고가 남아 있다. 심지어 잔해 속에서 아기가 태어나 엄마와 함께 살아남았다는 보고도 있다. 또한 지진 발생 3일째가 되는 날에 안티오키아 북부 상공 구름 속에 십자가가 나타나 이를 본 사람들이 한 시간동안 울며 기도했다는 기록이 남아 있다.
콘스탄티노폴리스에 있던 유스티누스 1세 황제는 지진 소식에 왕관과 자주색 클라미스을 벗었다고 한다. 그리고선 자신의 지위를 나타내는 상징 하나 없이 교회에 들어가 안티오키아의 파괴에 대해 애도했다. 황제는 즉각적인 구호 조치를 명령하고 안티오키아의 재건을 위해 충분한 돈을 주고 사절을 도시에 파견할 준비를 했다. 대교회와 여러 건물의 재건 작업은 동부관구 출신 에프라임이 감독했으며, 에프라임은 이 노력을 통해 에우프라시우스를 이어 안티오키아의 칼케돈 기독교 총대주교가 되었다. 지진 이후 건설된 건물의 대다수가 528년 11월에 일어난 또 다른 대지진으로 파괴되었지만 사상자수는 526년 지진보다 훨씬 적었다.
유스티누스 1세는 통치 8년 9개월만에 자신의 조카인 유스티니아누스 1세를 공동황제로 임명했다. 유스티니아누스는 즉시 안티오키아 재건을 위해 기독교 성지 재건에 중점을 두고 안티오키아로 보내는 원조를 더욱 늘리기 위해 상당히 노력했다. 황제는 루피누스 대성당으로 알려진 건물 건너편에 성모 마리아 교회를 세웠다. 같은 지역에 성 코스마스와 다니안 순교교회도 세워졌다. 유스티니아누스의 아내 테오도라 황후도 도시 재건을 도왔다. 테오도라는 대천사 미카엘 봉헌교회의 건축을 의뢰했다. 또한 콘스탄티노폴리스에서 보낸 기둥으로 아나톨리우스 대성당 건축을 지원했다.
또한 유스티니아누스 1세는 도시 행정력 복원에도 자금을 지원했다. 황제의 지원 아래 호스피스에 있는 목욕탕과 수조 외에도 여러 시설이 수리되어 주민들이 안티오키아로 돌아갈 수 있었다. 또한 황제는 지진과 지방정부의 붕괴로 발생한 혼란 속에서 폭동을 일으키고 무고한 사람들을 살해한 사람들을 찾아내 기소했다. 유죄 판결을 받은 사람들 중 상당수는 사형을 선고받았고 나머지도 가혹한 처벌을 받았다. 이런 처벌은 각 개인의 파벌 선호도와는 무관하게 이루어졌다.

## 같이 보기
- 115년 안티오키아 지진
- 1872년 아미크 지진
- 2023년 튀르키예-시리아 지진
- 튀르키예의 지진 목록
- 레반트의 지진 목록
- 역사지진 목록
- 지진해일 목록